# Асен Сіраков
Асен Сіраков (болг. Асен Николов Сираков; нар. 2 листопада 1895, Мирково — пом. 30 січня 1960) — болгарський офіцер, генерал-майор. Військовий аташе в Будапешті та Берліні.

## Біографія
Народився 2 листопада 1895 в селі Мирково. В 1915 закінчив Військову школу, а в 1928 — Військову академію в Софії.
З вступом Болгарії у Першу світову війну був командиром взводу.
Він був одним із членів Військового Союзу з 1930 по 1936, брав участь у державному перевороті 19 травня 1934.
Був військовим аташе в Будапешті (1935-1936) та Берліні (1936-1938).
Начальник відділу поставок у штабі армії з 1938 по 1941.
У період 1941-1944 був командиром 8-ї піхотної дивізії в Стара Загора, а з 14 травня по 30 жовтня 1944 — Другого окупаційного корпусу в Східній Македонії та Фракії.
30 жовтня 1944 був призначений командувачем 4-ї болгарської армії.
У грудні 1944 пішов у запас. З 1951 по 1954 — начальник військового відділу Сільськогосподарської академії у Софії.